# هاي بابي (فلم)
هاي بابي (Heyy Babyy) هو فيلم هندي رومانسي من إنتاج عام 2007. الفيلم من بطولة أكشاي كومار وفيديا بالان وفاردين خان وريتيش ديشموك وجوانا سانغفي وبومان إيراني.

## روابط خارجية
- الموقع الرسمي
- مقالات تستعمل روابط فنية بلا صلة مع ويكي بيانات